# Turizam u Istri
Početci razvitka istarskog turizma uočljivi su već u razdoblju rimskog imperija, a vrhunac dostiže krajem osamdesetih (1988. – 89.) prošlog nam stoljeća, te i sada u razdoblju zadnjih godina. U početcima, tj. već spomenutom rimskom razdoblju, su izgrađena i ostavljena u nasljeđe zdanja kao što je Vespazijanov amfiteatar u Puli iz 1. stoljeća. n.e. koji je služio za zabavu građanima i turistima, a mogao je primiti oko 20.000 gledatelja. Osim toga drevni Rimljani, poznatim po uživanju u čarima i blagodatima života, za svoju razonodu i odmor sagradili su mnogobrojne ville rustiche na priobalju, te na Brijunima, današnjem nacionalnom parku.  
Zemljopisni položaj Istre u blizini glavnih kopnenih i pomorskih putova središnje Europe te ugodna sredozemna klima, blizina toplog mora i bogatsvo pitomih prirodnih ljepota, definitivno su najveći razlog kako početka, tako i nastavka razvoja turizma na ovim područjima.
Početke suvremenog turizma nalazimo u ranim godinama 19. st. U vremenu Austro-Ugarske monarhije sve više bujaju turistički sadržaji: hoteli, pansioni, ugostiteljski lokali, morska i termalna kupališta, niču duž cijele obale. Gradovi Portorož, Umag, Poreč, Rovinj, Pula s Brijunskim otočjem na zapadnoj obali pa do Rapca, Lovrana te kraljice ljepotice Opatije na istočnoj obali, razvijaju se u prave turističke gradove. Poduzetnici iz tog vremena sve više ulažu u istarski turizam. Preskočimo li razdoblja I i II svj. rata, te nedavnog Domovinskog rata, koji srećom Istri nije donio razaranja, ali je svakako donio stagnaciju, trend razvoja i sadržajnog obogaćivanja istarskog turizma se nastavlja.
Današnja turistička Istra obiluje mnoštvom najraznovrsnijih turističkih kapaciteta i sadržaja od onih na njenom obalnom, primorskom dijelu, do onih sve aktualnijih i traženijih u unutrašnjim ruralnim područjima. Osim već poznatog stacionarnog turizma u mnogobrojnim hotelima, apartmanskim naseljima, kampovima, privatnom smještaju, danas se u Istri sve više razvija nautički turizam, kongresni, izletnički, lovni i ribolovni, agroturizam, kulturni, eno-gastronomski, sportsko-rekreacijski, ronilački, konjički te ekološki turizam.